# Jewdokija Borissowna Pasko

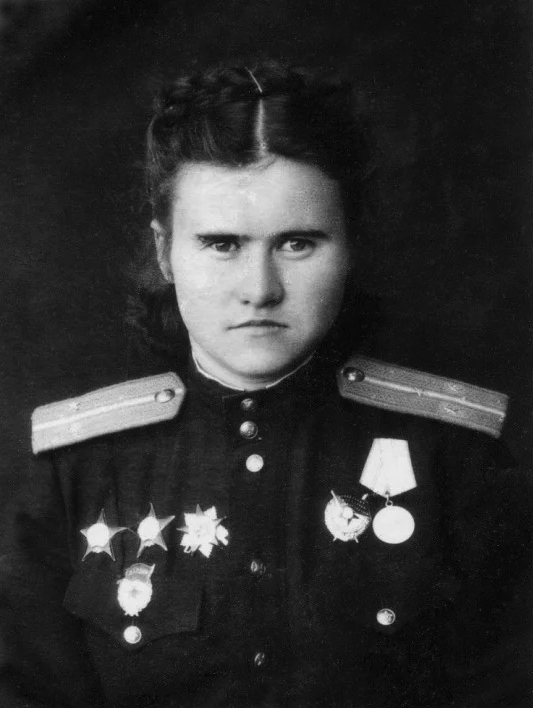
Jewdokija Borissowna Pasko (1944)

Jewdokija Borissowna Pasko (russisch Евдокия Борисовна Пасько; * 30. Dezember 1919 im Dorf Lipenka, Ujesd Prschewalsk, Autonome Sozialistische Sowjetrepublik Turkestan; † 27. Januar 2017 in Moskau) war eine sowjetische bzw. russische Navigatorin, Physikerin und Hochschullehrerin.

## Leben
Pasko aus einer Bauernfamilie absolvierte 1938 die 10. Klasse der 25. Schule der Stadt Barnaul und begann dann das Studium an der Universität Moskau (MGU) in der Mechanik-Mathematik-Fakultät.
Nach Beginn des  Deutschen Angriffskriegs meldete Pasko sich als Freiwillige zur Roten Armee und kam mit 17 Studentinnen in Marina Raskowas Fluggruppe Nr. 122. Sie absolvierte in Engels die Navigator-Schnellkurse und war ab Mai 1942 bis Kriegsende Staffel-Navigatorin des 46. Nachtbomber-Garderegiments. Sie wurde 1943 Mitglied der KPdSU.
Nach ihren Flugbuchdaten flog Pasko 790 Kampfeinsätze und 10 Sondereinsätze mit einer Gesamtdauer von 1220 Stunden. Abgeworfen wurden mehr als 100 Tonnen Bomben auf feindliche Stellungen und bis zu 2 Millionen Flugblätter hinter den feindlichen Linien. Zerstört wurden insbesondere 4 Treibstoffdepots und 3 Munitionsdepots. Sechs Brüder Paskos kämpften in der Roten Armee, und nur einer überlebte. Im Oktober 1945 wurde sie als Garde-Oberleutnant in die Reserve entlassen. Später folgte die Ernennung zum Kapitan.
Das Studium an der MGU schloss Pasko 1949 ab, worauf die dreijährige Aspirantur folgte. Sie verteidigte mit Erfolg ihre Dissertation für die Promotion zur Kandidatin der physikalisch-mathematischen Wissenschaften. Darauf lehrte sie 33 Jahre lang an der Technischen Hochschule Moskau am Lehrstuhl für Höhere Mathematik.
Pasko war mit ihrem MGU-Kommilitonen Boris Malyschew (1923–1985) verheiratet. Sie starb am  27. Januar 2017 in  Moskau und wurde auf dem Friedhof Trojekurowo mit militärischen Ehren bestattet.
In Kirgisistan in der Stadt Karakol steht ein Pasko-Denkmal im Park des Sieges des Verwaltungszentrums des Oblus Yssykköl.

## Ehrungen, Preise
- Heldin der Sowjetunion mit Leninorden und Goldener-Stern-Medaille (1944)[3]
- Rotbannerorden[2]
- Orden des Vaterländischen Krieges I. Klasse (zweimal)[2]
- Orden der Völkerfreundschaft
- Orden des Roten Sterns (zweimal)[2]
- Jubiläumsmedaille „Zum Gedenken an den 100. Geburtstag von Wladimir Iljitsch Lenin“
- Medaille „Für die Verteidigung des Kaukasus“
- Medaille „Sieg über Deutschland“
- Medaille „20. Jahrestag des Sieges im Großen Vaterländischen Krieg 1941–1945“
- Medaille „30. Jahrestag des Sieges im Großen Vaterländischen Krieg 1941–1945“
- Medaille „40. Jahrestag des Sieges im Großen Vaterländischen Krieg 1941–1945“
- Medaille „50. Jahrestag des Sieges im Großen Vaterländischen Krieg 1941–1945“
- Medaille „60. Jahrestag des Sieges im Großen Vaterländischen Krieg 1941–1945“
- Medaille „65. Jahrestag des Sieges im Großen Vaterländischen Krieg 1941–1945“
- Medaille „70. Jahrestag des Sieges im Großen Vaterländischen Krieg 1941–1945“
- Schukow-Medaille
- Medaille „Veteran der Arbeit“
- Medaille „50 Jahre Streitkräfte der UdSSR“
- Medaille „60 Jahre Streitkräfte der UdSSR“
- Medaille „70 Jahre Streitkräfte der UdSSR“